# Ahtme
Ahtme is een van de vijf stadsdistricten (Estisch: linnaosad) van Kohtla-Järve, een stad in het noordoosten van Estland, provincie Ida-Virumaa. De stad bestaat uit vijf stadsdelen die onderling niet verbonden zijn. Ahtme (op het kaartje aangegeven met 2) is op Oru na het meest oostelijke stadsdeel en tevens het één na grootste (na Järve). Ahtme heeft 15.599 inwoners (2023). 46,3% van de bevolking van de stad woont in Ahtme.

## Geschiedenis
Ahtme werd voor het eerst genoemd in 1712 onder de naam Achtmeh Jörry, een boerderij op het landgoed dat toebehoorde aan de kerk van Jõhvi. In 1913 bestond Ahtme uit twee boerderijen. In 1919 werd melding gemaakt van een dorp Ahme. In de jaren daarop begon in Ahtme de winning van olieschalie. Een deel van het buurdorp Puru werd bij Ahtme gevoegd en kreeg de naam Uus-Ahtme (‘Nieuw-Ahtme’). In 1985 werd dat de wijk Puru.
In 1948 kreeg Ahtme, dat inmmiddels was uitgegroeid tot een industriecentrum, de status van vlek (Estisch: alevik). In 1953 kreeg de plaats stadsrechten. In 1959 had ze 11.215 inwoners. In 1960 werden Ahtme en de noordelijke buurstad Jõhvi bij Kohtla-Järve gevoegd. Jõhvi werd in 1991 weer een aparte stadsgemeente.
In de jaren 1977-1980 werden de buurdorpen Altserva en Ridaküla bij Ahtme gevoegd.
In de aanloop naar de toetreding van Estland tot de Europese Unie in 2004 sloot het land een groot aantal winningsplaatsen van olieschalie. De mijn in Ahtme ging dicht in 2001.

## Wijken
Het stadsdeel is onderverdeeld in vijf wijken: Ahtme, Iidla, Puru, Tammiku en Vana-Ahtme. De wijk Tammiku grenst aan de vlek Tammiku in de gemeente Jõhvi.

## Voorzieningen
Ahtme had een energiecentrale die werkte op olieschalie. De centrale, Ahtme soojuselektrijaam, voorzag Ahtme en de stad Jõhvi van verwarming. In 2013 sloot de fabriek. VKG Soojus, de opvolger van Ahtme soojuselektrijaam als exploitant van het districtsverwarmingssysteem, gebruikt schaliegas in plaats van olieschalie.
Ahtme heeft als industriestad een netwerk van goederenspoorlijnen, die bij Jõhvi en Vaivara aansluiten op de spoorlijn Tallinn - Narva.
Het stadsdeel heeft een ziekenhuis (Ahtme haigla), een middelbare school (Ahtme Gümnaasium) en een cultureel centrum, Energia, dat gebouwd is in 1956.

## Foto's

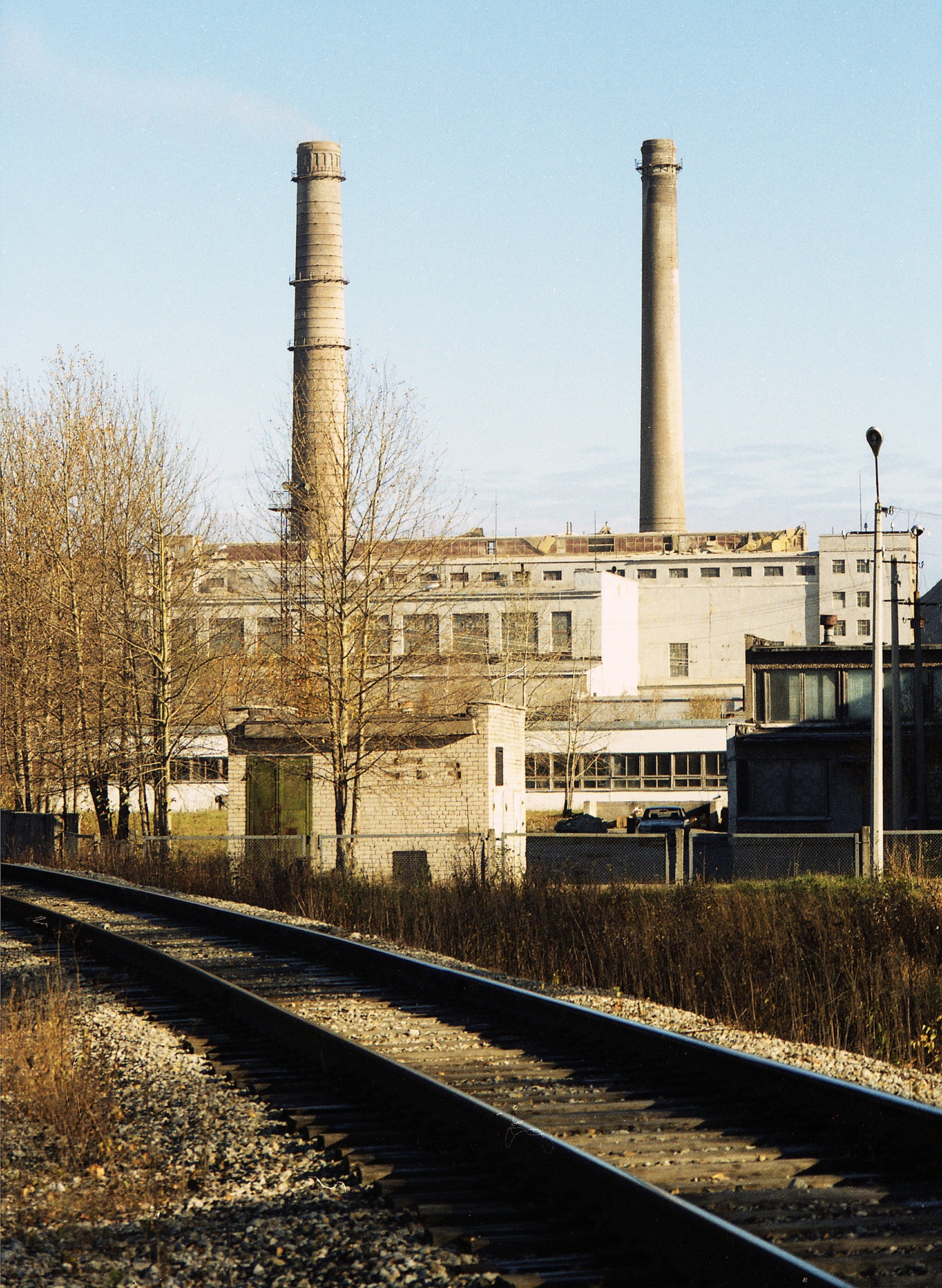
Ahtme soojuselektrijaam met op de voorgrond een goederenspoorlijn (1996)
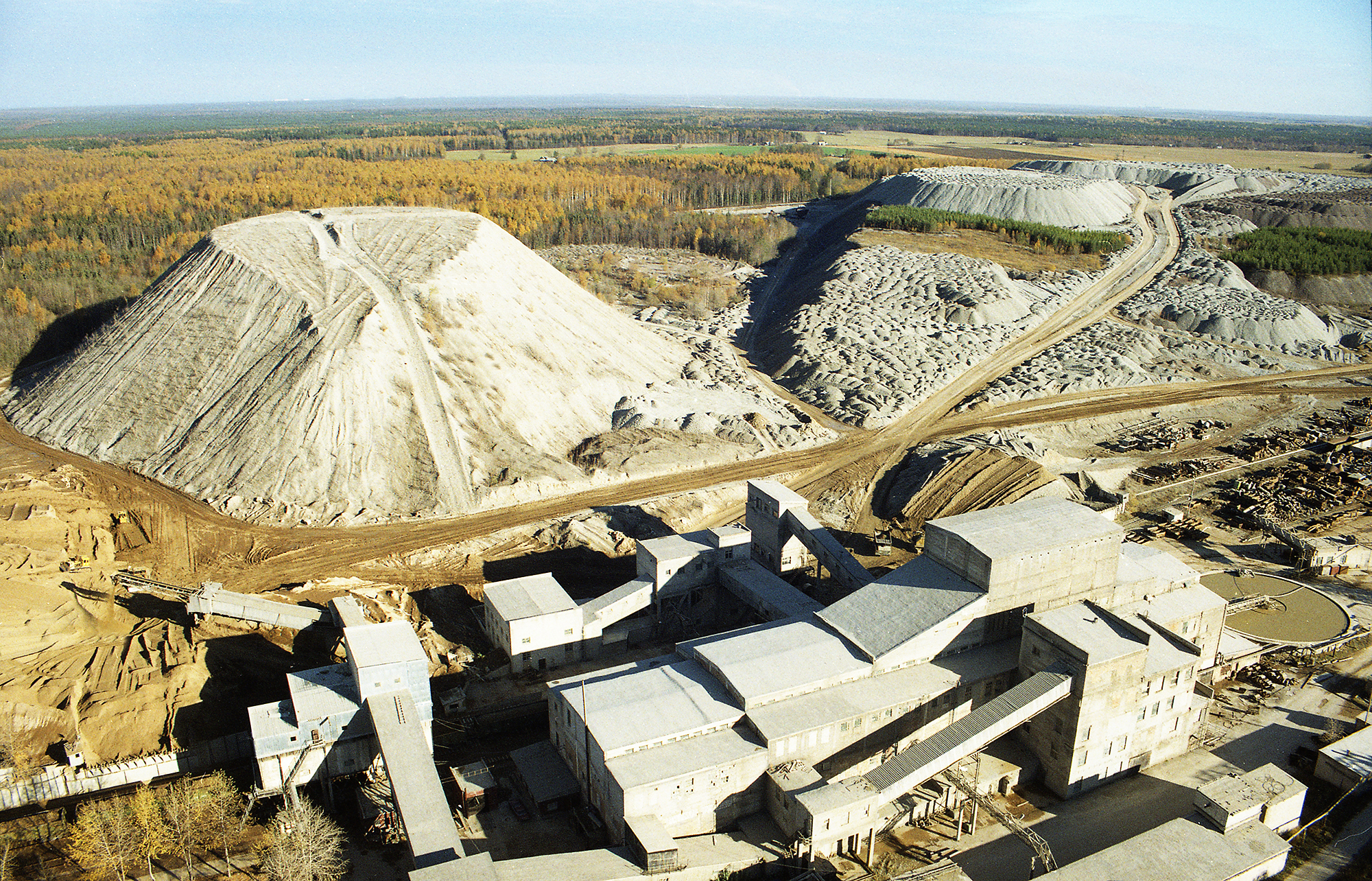
De omgeving van de centrale in 1996
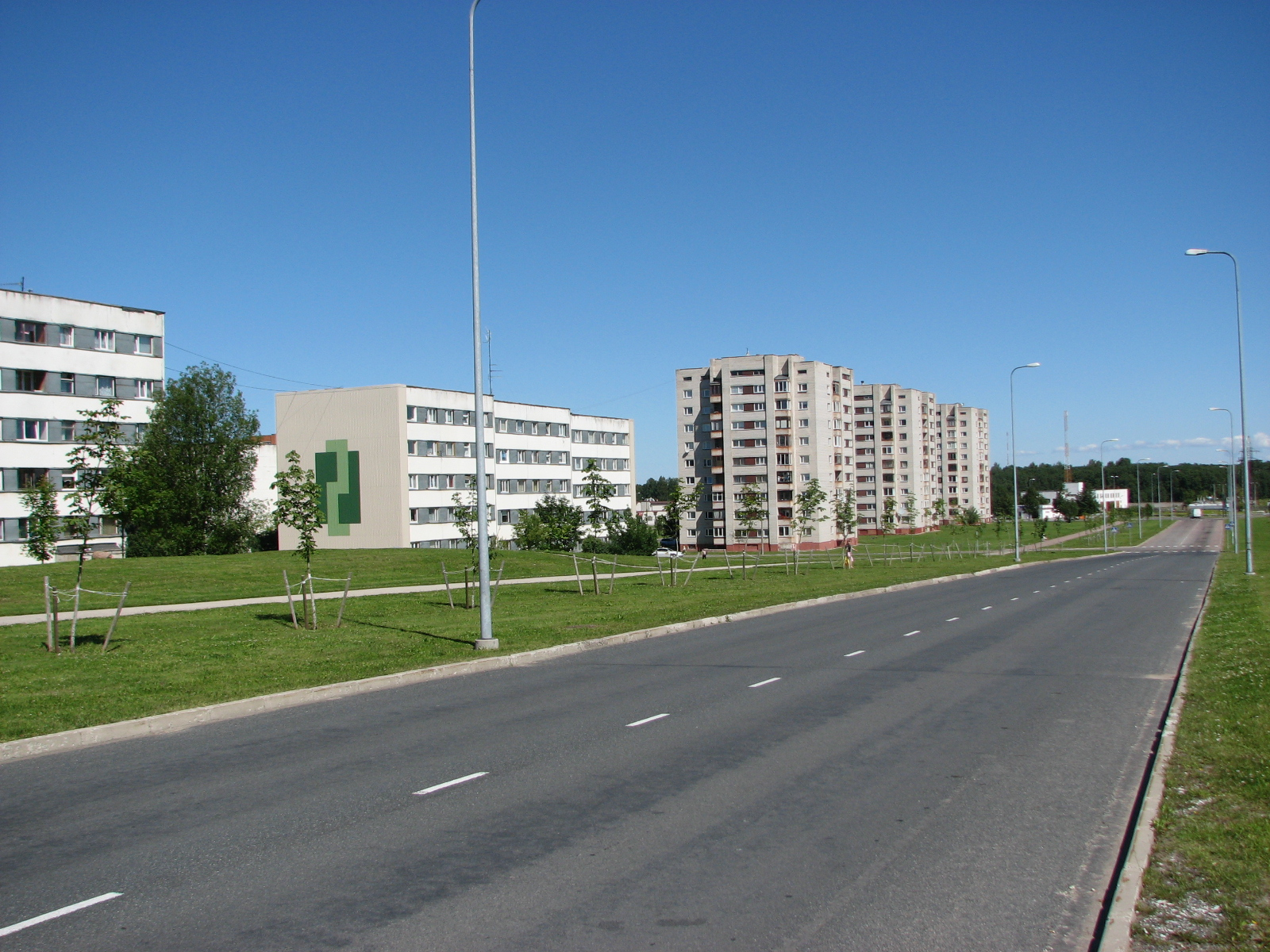
Hoogbouw in de wijk Tammiku